# کتاب سال دفاع مقدس

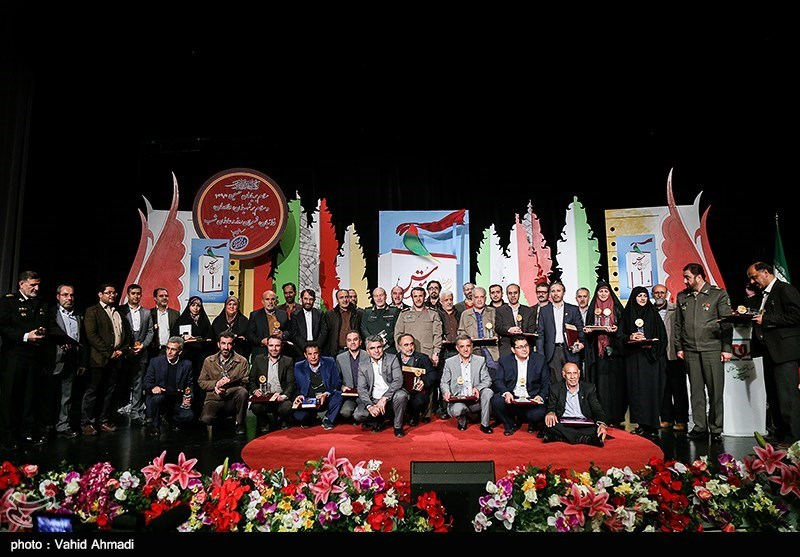
اختتامیه هفدهمین دوره انتخاب بهترین کتاب دفاع مقدس

جایزه کتاب سال دفاع مقدس یکی از جایزه‌های ادبی در ایران است که تا سال ١۴۰۳ بیست و دو دوره آن به همت بنیاد حفظ آثار و نشر ارزش‌های دفاع مقدس و مقاومت برگزار شده‌است. در این رویداد ادبی آثار برتر در ۲۳ بخش معرفی می‌شوند.

## تاریخچه
اولین دوره جایزه کتاب سال دفاع مقدس در سوم خرداد ۱۳۷۲ همزمان با سالروز آزادسازی خرمشهر برگزار شد. جایزه کتاب سال دفاع مقدس به صورت سالانه تا سال ۱۳۹۰ برگزار شده‌است. با تغییر ساختار بنیاد حفظ آثار و نشر ارزش‌های دفاع مقدس و ایجاد سازمان هنری و ادبیات دفاع مقدس، شانزدهمین دوره این جشنواره پس از سه سال در زمستان سال ۹۳ برگزار شد.

## برندگان

### دوره اول
- نجوای جنون
- نبرد فاو
- چکهٔ صدای دریا
- تحلیلی بر جنگ تحمیلی رژیم عراق علیه ایران
- حرمان هور
- فرهنگ جبهه
- آن سوی مه
- دری به خانه خورشید
- ره یافتگان
- ده سال با نقاشان اسلامی
- عقاب‌های تپه ۶۰
- رهبری و جنگ و صلح
- دریا در غدیر
- نامه‌های فهیمه
- عبور
- شب‌های قدر کربلای پنج[۵]

### دوره هشتم

#### پژوهش

##### تاریخی، سیاسی، اقتصادی
- علل تداوم جنگ از محمد درودیان

##### گروه نظامی
- عملیات فتح‌المبین اثر محسن شاهان بهبهانی[۷]

##### اطلاع‌رسانی
- آخرین تلاش‌ها در جنوب نوشته محمدحسین جمشیدی و محمود یزدان فام[۸]

#### زندگی‌نامه و جنگ شهید

##### زندگی‌نامه شهید
- در کمین گل سرخ تألیف محسن مؤمنی

##### روایت شهید
- اینک شوکران تألیف مریم برادران (رتبه دوم)

#### خاطره

##### خاطرات شفاهی
- نگاه شیشه‌ای/محسن مطلق (رتبه اول)

##### یادداشت
- سفر جنوب/حبیب غنی پور (رتبه دوم)

##### خاطرات
- کفش‌های سرگردان/سهیلا فرجام فر (رتبه سوم)

#### داستان

##### رمان و داستان بلند
- پل معلق نوشته محمدرضا بایرامی

##### زندگی‌نامه داستانی
- کوه روی شانه‌های درخت تألیف نرگس آبیار

#### شعر
- دستی بر آتش از غلامرضا کافی و حماسه‌های همیشه از پرویز بیگی حبیب آبادی (مشترکاً رتبه اول)
- آوازهای گل محمدی از شیرین علی گل‌مرادی
- میاندار از حسین ابراهیمی

#### قطعات ادبی و دست نوشته‌ها
- گنجینه آسمانی نوشته سید مرتضی آوینی[۹]

#### فیلم نامه
- تماشای ناورد/ اکبرزاده
- کتاب پایداری در قاب

#### بازآفرینی خاطرات و زندگینامه‌های داستانی کودک و نوجوان
- رفاقت به سبک تانک اثر داوود امیریان

#### رمان و داستان‌های بلند کودک و نوجوان
- کوچه صمصام نوشته حمیدرضا نجفی[۱۰]

### دوره نهم

#### خاطره نویسان

##### آثار خود نوشته
- «۶۴۱۰» مجموعه خاطرات حسین لشگری (رتبه اول)
- یکشنبه آخر[۱۱] نوشته معصومه رامهرمزی (رتبه دوم)
- «گرایانه» نوشته سرهنگ سعید اسدی‌فر (رتبه سوم)

##### آثار شفاهی
- «شب‌های بی‌مهتاب» با موضوع خاطرات شهاب‌الدین شهبازی که با مصاحبه و تدوین محسن کاظمی تهیه شده‌است، (رتبه اول)
- «اسیر کوچک» خاطرات غلامرضا رضازاده، با مصاحبه و تدوین حسین نیری، (رتبه دوم)
- «جاده‌های سربی» خاطرات سردار احمد سوداگر

### دوره دهم
- «کتابشناسی دفاع مقدس» به کوشش مرضیه برومند در بخش تحقیق و پژوهش ادبی حائز رتبه نخست شد. .[۱۲]

### دوره سیزدهم

#### ادبیات داستانی
- بالای سر آب‌ها نوشته محمدرضا شرفی

#### شعر
- سربازی با گلوله برفی/مجید سعدآبادی

#### پژوهش‌های ادبی
- شخصیت پردازی در داستان‌های کوتاه دفاع مقدس نوشته حسن بارونیان

#### پژوهش‌های نظامی
- هیچ کتابی ربته نخست را کسب نکرد.

#### پژوهش‌های فرهنگی
- تاریخ‌نگری و تاریخ‌نگاری جنگ ایران و عراق به کوشش علیرضا کمری

#### خاطرات دیگر نوشت
- بابانظر تدوین مصطفی رحیمی

#### خاطرات اسارت
- هیچ کتابی رتبه نخست را کسب نکرد

#### خاطرات خودنوشت
- هیچ کتابی رتبه نخست را کسب نکرد

#### زندگی‌نامه داستانی
- مجموعه داستان کوتاه «بالای سر آب‌ها» نوشته محمدرضا شرفی
- رمان «سرریزون» از محمد محمودی نورآبادی

#### نمایشنامه
- رکاب نوشته عزت‌الله مهرآوران

#### شعر کودک و نوجوان
- تا رادیو خبر داد نوشته غلامرضا بکتاش

#### داستان نوجوان
- شمشاد و آرزوی چهارم نوشته اکبر صحرائی

#### طراحی جلد
- «حبیب ایلون»، برای کتاب «گفتگوی ناتمام»،

#### تصویرسازی
- «ملیکا سعیدی»، برای تصویر سایز کتاب «عکس پشه‌ای»، «گنجشک سبز و آبی»

#### وصیت‌نامه شهدا
- از خاک تا خدا اثر حمید کارگر

### دوره شانزدهم

#### رمان
- رُنج / محمد محمودی نورآبادی

#### نمایشنامه
- خنکای ختم خاطره/ حمیدرضا آذرنگ

#### مجموعه‌های هنری
- قاب‌های ماندگار (جلد ۳)/ امیرعلی جوادیان

#### خاطره شفاهی
- دختر شینا/ بهناز ضرابی‌زاده

#### خاطره اسارت
- من زنده‌ام/ معصومه آباد

#### خاطره روزنوشت
- روزنوشت/ احمد دهقان

#### زندگینامه داستانی
- چشم بیدار/ جلیل امجدی

#### نقد و پژوهش ادبی
- فرهنگ داستان‌نویسان دفاع مقدس: ۱۳۵۹ تا ۱۳۸۹/ مهدی خادمی کولایی

#### نقد و پژوهش هنری
- فرهنگ جامع تئاتر دفاع مقدس (۳ جلد)/ مهدی حامد سقایان

#### نقد و پژوهش فرهنگی
- نام‌آورد (دفتر ۲)/ علیرضا کمری

#### نقد و پژوهش تاریخی
- روند جنگ ایران و عراق (۲جلد)/ حسین علایی

#### داستان نوجوان
- بچه‌های کارون/ احمد دهقان

#### گردآوری‌های ادبی
- اوخشامالار/ عمار احمدی

#### مرجع‌نگاری‌ها
- دائرةالمعارف مصور تاریخ جنگ ایران و عراق/ جعفر شیرعلی‌نیا

#### کتاب‌های موضوع درگیری با ضدانقلاب کردستان
- همان لبخند همیشگی/ فرهاد خضری

#### ترجمه از انگلیسی به فارسی
- نعمتی وروجنی، یعقوب

برای ترجمه کتاب: رابطه زهرآگین، عنوان اصلی: A Poisonous Affair

#### ترجمه از فارسی به انگلیسی
- موسوی، سیدصدرالدین برای ترجمه کتاب: The War; Restoration of Stability، عنوان اصلی: جنگ؛ بازیابی ثبات

#### ترجمه از فارسی به عربی
- باتمان غلیچ، محمدحسین

برای ترجمه کتاب: معاقبه المعتدی
عنوان اصلی: تنبیه متجاوز

#### طراحی جلد
- حبیب ایلون/یک غزل خاکریز

#### صفحه آرایی
- پرویز بیانی/حماسه الوند
- داوود صفری/ تانک آرزوها

#### تصویرگری کتاب کودک و نوجوان
- مسعود کشمیری/دار و دسته دارعلی[۱۴]

### دوره هفدهم

#### پژوهش ادبی
«پژوهشنامه ادبیات انقلاب اسلامی و دفاع مقدس»؛ نویسنده: غلامرضا کافی، ناشر: مجمع فرهنگی عاشورا (برگزیده)

#### مستند
«قلمی به رنگ خدا»؛ نویسنده: گلعلی بابایی، ناشر: سیمرغ هنر (برگزیده)

#### توطئه‌های داخلی
«فرنگیس»؛ نویسنده: مهناز فتاحی، ناشر: سوره مهر (برگزیده)

### دوره بیستم
کتابخانه‌های برتر دفاع مقدس:
تهران ـ دانشگاه امام علی ارتش
دزفول ـ کتابخانه تخصصی دزفول
کتابدار نمونه:
مرجان خالقی ـ موزه دفاع مقدس تهران
زهرا مصلح‌خو ـ کتابخانه همدان
منتقد برتر:
احمد شاکری
کارشناس برتر:
جواد کلاته عربی
گروه نشر و ناشران:
ناشر برتر بخش خصوصی: انتشارات پیام آزادگان
ناشر برتر بخش دولتی: نشر صریر
ناشر بخش نیمه دولتی: انتشارات راه یار
مدیر برتر:
فتح‌الله جعفری ـ نشر شهید حسن باقری
مدیر پروژه تاریخ نویسی جامع دفاع مقدس:
حسین حسنی سعدی
خادم برتر نظر و فعال فرهنگی:
رحیم مخدومی
روحانی فعال در عرصه فرهنگ دفاع مقدس:
سیدولی هاشمی و سعید فخرزاده
رزمنده فعال حوزه دفاع مقدس:
اکبر صحرایی
بانوان فعال در عرصه نویسندگی حوزه دفاع‌مقدس:
هاجر پورواجد
مرضیه نظرلو
کوثر دانش
لیلا نظری گیلانده
مدیریت هنری (طرح جلد):
حسن منظوری برای طرح جلد کتاب مهاجر سرزمین آفتاب از نشر سوره
میکائیل براتی برای تصویرسازی کتاب نوجوان «داداش ابراهیم» از نشر کتابک
نبرد ایرانیان از نشر طلایی  
هنرهای تجسمی:
حیدری (عکاس جنگ) از انجمن عکاسان پیشکسوت جنگ
مرجان ترنج برای تصویرسازی کتاب کودک «نقاشی خدا» از نشر سوره مهر
خاطره:
کتاب حوض خون نوشته فاطمه سادات میرعالی از انتشارات راه یار
کتاب روزی که در اتاق عمل گریستم نوشته ایرج محجوب از انتشارات سوره مهر
کتاب پسرهای ننه عبدالله نوشته سعید علامیان از انتشارات سوره مهر

خاطره و داستان:
کتاب من جانباز نیستم نوشته سید میثم موسویان از انتشارات معارف
گروه مستند:
کتاب شهیدان ایرانی پیرو ادیان توحیدی، سعید زارع
کتاب صبح روز نهم نوشته گلعلی بابایی از انتشارات بیست و هفتم بعثت
زندگی نامه داستانی:
کتاب گمشده مجنون نوشته مریم عباسی جعفری از انتشارات بیست و هفتم بعثت
شعر و نثر ادبی:
کتاب از پلک زمین اثر علی محمد مودب
سنگ بر طاغوت، اثر مرتضی حیدری آل کثیر
گروه کودک و نوجوان:
کارخانه اسلحه‌سازی داوود داله
باران‌ترین بودی نوشته طیبه سامانی
نقاشی خدا اثر، علیرضا قزوه از سوره مهر
نبرد ایرانیان، اثر مهدی الماسی و بهروز رضایی و حبیب یوسف‌زاده
گروه هنرهای نمایش:
تک تیرانداز، محمدحسین وفایی، انتشارت وثوق
پژوهش هنر:
رسالت گمشده، محمدرضا شاه حسینی و حمید رضا شمس‌الدین خرمی.
پژوهش فرهنگی هنری:
بیستون عشق ، سمیه سادات شفیعی
پژوهش ادبی:
بررسی تطبیقی ادبیات مقاومت در اشعار محمد علی شمس الدین و قیصر امین پور از لیلی ....
پژوهش سیاسی و نظامی:
نبرد ماووت
تاریخ پزشکی دفاع مقدس، سبد عباس فروتن
کتاب‌های مرجع:
جغرافیایی شهیدان ایران، حسن کامران دستجردی از انتشارات دانشگاه تهران
توطئه‌ داخلی:
کتاب تلخی رهایی نوشته جواد کامور از نشر سوره مهر
گروه زبان فارسی:
کتاب حوض خون نوشته فاطمه‌سادات میرعالی از انتشارات راه یار
گروه ویرایش:
کتاب می‌نار اثر سیدفرید حسینی
مدافعان حرم:
کتاب حکایت زخم‌ها نوشته الهه آخرتی از انتشارات روایت فتح
خاتون و قومندان نوشته مریم قربانزاده از انتشارات ستاره ها
گروه سرباز حکیم:
کتاب هزار جان گرامی نوشته ساجده ابراهیمی از انتشارات سوره مهر
گروه بین الملل:
ترجمه؛ روایت جنگ در دل جنگ (با نگاهی به مستندهای سید مرتضی آوینی دکترانیس دوویکتور، استاد دانشگاه سوربن) ترجمه محمدمهدی شاکری نشر سینمایی فارابی.
مقاومت بین‌الملل:
کتاب ماموریت خدا، نوشته محمدسرور رجایی از انتشارات راه یار
اینجا سوریه است، نوشته زهره یزدان‌پناه از انتشارات راه یار
شهادت طلبان، نوشته حمید داوودآبادی از نشر شهید کاظمی
تاریخ شفاهی:
هیچ برگزیده‌ای نداشت
گروه خاطره و داستان:
راوی کتاب حاج جلال، حاج جلال حاجی بابایی پدر حاج بابایی از همدان
راوی کتاب معجزه نزدیک است،  بصیر محمدحسن نیسی
گروه زندگینامه داستانی:
راوی کتاب تنها گریه کن، اشرف‌السادات منتظری مادر محمد معماریان
خورشید زابل،اثر پژوهشی نوشته قاسم سلیمانی  در مورد زندگی قاسم میرحسینی از انتشارات شاهد
هنرمند متعهد:
زنده‌یاد حبیب‌الله صادقی
داور پیشکسوت:
علی شجاعی صائین
گروه داستان:
مغازله با خاک، جهانگیر خسروشاهی، سوره مهر
کتاب شنیداری کودک و نوجوان دفاع مقدس:
اثر «نخلی برای تو»  از ایران‌صدا
کتاب شنیداری بزرگسال:
اثر «متخصص» از ماه‌آوا و انتشارات ارتش جمهوری اسلامی
جایزه بهترین گوینده کتاب شنیداری:
داود حیدری برای کتاب صوتی «سپیدارهای پشت دوله‌تو» از سماوا
جایزه بهترین خلاقیت هنری کتاب شنیداری:
بنیامین مرادی برای اثر «تپه کرجی‌ها»
جایزه بهترین امور فنی صدا:
اثر «گیل مانا» از ایران صدا
برگزیده استانی بنیاد حفظ و نشر ارزش‌های دفاع مقدس:
اثر «آن مرغ دریایی پرپر» از بنیاد حفظ و نشر ارزش‌های دفاع مقدس استان هرمزگان
در این مراسم همچنین طوبی زرندی، همسر رجب محمدزاده راوی کتاب بابارجب و خانواده، سیدفریدالدین معصومی تجلیل شدند.

### دوره بیست و دوم
گروه خاطرات
پروازهای بی‌بازگشت/ مصطفی رحیمی/ انتشارات مرز و بوم
گروه مستند
راه خون/ احمد دهقان و خانواده  غلامرضا صالحی/ نشر بیشت و هفت بعثت
ماه تمام/ گلعلی بابایی/ نشر بیست و هفت بعثت
گروه شعر و نثر ادبی
صخره و خاکستر/ عباس باقری/ موسسه فرهنگی هنری شاعران پارسی
پژوهش نظامی سیاسی حقوقی
روز شمار جنگ سقوط فاو/ یدالله ایزدی/ مرکز اسناد و تحقیقات دفاع مقدس
مسائل اساسی جنگ/ محمد درودیان
گروه تاریخ شفاهی دفاع مقدس
تاریخ شفاهی دفاع مقدس/ حسین علایی، مهدی حاحی خداوردی خان/ مرکز اسناد و تحقیقات دفاع مقدس
تاریخ شفاهی به روایت حاحی صادقی/ عبدالله حاجی صادقی
گروه داستان و رمان
رخت شو/ محمد حنیف/ انتشارات خط مقدم
گروه زندگینامه داستانی
پس از دیوار/ سید محمد فاطنی/ انتشارات روایت فتح
از علی محمد نائینی به عنوان ناشر اثرگذار تقدیر شد
گروه منابع و مرجع
جلیل عرب خردمند
خادمان نشر و ترویج کتاب
پروانه شکور
جواد کلاته از نشر بیست و هفت بعثت
هادی شیرازی نشر خط مقدم
مجید مختاری داور برتر هیئت داوران بیست و دومین کتاب سال دفاع مقدس و مقاومت
در بخش حامی کتاب دفاع مقدس
حمیدرضا حاجی‌بابایی